# Benito Rigoni
Benito Rigoni (n. 11 aprilie 1936, Asiago, Veneto, Italia – d. 23 decembrie 2021, Dueville, Veneto, Italia) a fost un bober ce a reprezentat Italia, medaliat olimpic. A participat la o ediție a Jocurilor Olimpice (1964) în care a câștigat o medalie de bronz.

## Participări
Lista de mai jos prezintă principalele competiții la care a participat Benito Rigoni de-a lungul carierei.
- bobsleigh at the 1964 Winter Olympics – four-man[*]